# Arrondissement Maastricht (bestuur)
Het arrondissement Maastricht was een arrondissement van het Verenigd Koninkrijk der Nederlanden tot aan het Verdrag van Londen in 1839. Het was een onderdeel van de nieuwe, grote provincie Limburg, die ook de arrondissementen Hasselt en Roermond omvatte. Het was gelegen rond de stad Maastricht. 

Anders dan het platteland rond de stad, dat tijdens de Belgische Opstand door de Belgische rebellen was ingenomen, was de vesting Maastricht trouw gebleven aan de Nederlandse kroon. Dientengevolge werd bij het Verdrag van Londen het arrondissement verdeeld tussen Nederland en België. Het Belgische deel vormde de romp van het nieuwe arrondissement Tongeren, waarin ook het kanton Borgloon van Hasselt werd overgenomen. 
In het Nationaal Congres van België werd Maastricht vertegenwoordigd door zeven gedelegeerden, onder wie Félix de Mérode, die lid was van het Voorlopig Bewind van België.

## Onder Frans bestuur
Een arrondissement Maastricht had tevoren ook deel uitgemaakt van het departement Nedermaas onder het eerste Franse keizerrijk. 
In augustus 1795, bij de instelling van de negen nieuwe departementen in de bezette gebieden in de Zuidelijke Nederlanden, werd Nedermaas, voorheen het arrondissement Maastricht, overgeheveld van de Centrale Administratie van Aken naar die van Brussel. Op 1 oktober 1795 werd het departement Nedermaas bij wet aan Frankrijk toegevoegd.

Het departement was verdeeld in de volgende arrondissementen en kantons:
- Maastricht, kantons: Bilzen, Wittem (tot 1802), daarna Gulpen, Heerlen, Mechelen-aan-de-Maas, Maastricht, Meerssen, Oirsbeek, Rolduc  en Tongeren.
- Hasselt, kantons: Beringen, Borgloon, Hasselt, Herk-de-Stad, Peer en Sint-Truiden.
- Roermond, kantons: Achel, Bree, Maaseik, Nederkruchten, Roermond, Venlo en Weert.